# Hjalmar Bergström
Pour les articles homonymes, voir Bergström.
Hjalmar Bergström (né le 19 janvier 1907 à Kungälv et décédé le 30 mars 2000 à Umeå) est un fondeur suédois.

## Palmarès
- Championnats du monde de ski nordique 1929 à Zakopane
  -  Médaille de bronze sur 17 km.
- Championnats du monde de ski nordique 1933 à Innsbruck
  - Médaille d'or en relais 4 × 10 km.
  - Médaille d'argent sur 18 km.
  - Médaille de bronze sur 50 km.